# Basílica de Nossa Senhora dos Desamparados
A Basílica da Virgem dos Desamparados ou Basílica de Nossa Senhora dos Desamparados é uma basílica localizada na cidade de Valência, e dedicada a Nossa Senhora dos Desamparados, sua padroeira. Destaca-se por ser o santuário da Virgem dos Desamparados, Padroeira de Valência e de todo o Antigo Reino de Valência, actual Comunidade Valenciana. Mantém a dignidade de uma basílica graças ao breve papal assinado por Sua Santidade Pio XII em 21 de Abril de 1948.